# Генетя
Генетя (рум. Ghenetea) — село у повіті Біхор в Румунії. Адміністративно підпорядковане місту Маргіта.
Село розташоване на відстані 435 км на північний захід від Бухареста, 50 км на північний схід від Ораді, 113 км на північний захід від Клуж-Напоки.

## Населення
За даними перепису населення 2002 року у селі проживали 800 осіб. Рідною мовою 795 осіб (99,4%) назвали румунську.
Національний склад населення села:
| Національність | Кількість осіб | Відсоток |
| -------------- | -------------- | -------- |
| румуни         | 782            | 97,8%    |
| цигани         | 12             | 1,5%     |